# Karl-Heinz Moehle
Karl-Heinz Moehle (Norden, Frísia Oriental, Baixa Saxònia, 31 de juliol del 1910 – Ahrensburg, Slesvig-Holstein, 17 de novembre del 1996) fou un comandant de submarins alemany durant la Segona Guerra Mundial.
Des de l'inici de la guerra, el setembre del 1939, fins que es retirà del servei actiu al front, el juny del 1941, enfonsà 21 vaixells aliats amb un total de 93.197 tones d'arqueig. Aquestes accions li valgueren la Creu de Cavaller de la Creu de Ferro, entre altres condecoracions. La resta de la guerra, Moehle serví com a cap de la 5a flotilla de submarins amb base a Kiel fins al final de la guerra.
Moehle fou arrestat després de la derrota de l'Alemanya nazi, i jutjat a finals del 1946 per haver transmès als comandants que operaven a les seves ordres l'anomenada "Ordre Laconia". Fou condemnat a cinc anys de presó, però quedà en llibertat el novembre del 1949. No se'n sap gaire més fins a la seva mort als 86 anys.